# Euroliga 2017-18
La temporada 2017-18 de la Turkish Airlines EuroLeague (la máxima competición de clubes de baloncesto de Europa) fue la decimoctava edición de la moderna Euroliga de baloncesto y la organizó la Euroleague Basketball. Fue la octava temporada con el patrocinio comercial de Turkish Airlines. Incluyendo la competición previa de la Copa de Europa de la FIBA, fue la 61.ª edición de la máxima competición del baloncesto masculino de clubes europeos.
La Final Four se jugó en el Štark Arena, en Belgrado, Serbia.

## Equipos
Un total de 16 equipos de nueve países participarán en la EuroLeague 2017–18. Las etiquetas entre paréntesis muestran cómo cada equipo se ha clasificado para la competición (CV: Campeón vigente de la EuroLeague):
- LP: Clasificado a través de una licencia a largo plazo.
- 1º, 2º, etc.: Clasificado a través de su liga doméstica según su posición final tras Playoffs.
- EC: Clasificado como campeón de la EuroCup.

| Liga regular             | Liga regular         | Liga regular               | Liga regular                     |
| ------------------------ | -------------------- | -------------------------- | -------------------------------- |
| Baskonia (LLP)           | Valencia Basket (1º) | Khimki (2º)                | AX Armani Exchange Olimpia (LLP) |
| FC Barcelona Lassa (LLP) | Olympiacos (LLP)     | Anadolu Efes (LLP)         | Žalgiris (LLP)                   |
| Real Madrid (LLP)        | Panathinaikos (LLP)  | Fenerbahçe DoğuşCV (LLP)   | Crvena zvezda mts (1º)           |
| Unicaja (EC)             | CSKA Moscow (LLP)    | Maccabi FOX Tel Aviv (LLP) | Brose Bamberg (1º)               |

## Liga regular
| Pos. | Equipo                           | PJ | G  | P  | PF   | PC   | DP   | Clasificación          |
| ---- | -------------------------------- | -- | -- | -- | ---- | ---- | ---- | ---------------------- |
| 1    | CSKA Moscow                      | 30 | 24 | 6  | 2675 | 2377 | +298 | Avanzan a los Playoffs |
| 2    | Fenerbahçe Doğuş Istambul        | 30 | 21 | 9  | 2381 | 2208 | +173 | Avanzan a los Playoffs |
| 3    | Olympiacos Piraeus               | 30 | 19 | 11 | 2268 | 2250 | +18  | Avanzan a los Playoffs |
| 4    | Panathinaikos Superfoods Athens  | 30 | 19 | 11 | 2334 | 2291 | +43  | Avanzan a los Playoffs |
| 5    | Real Madrid                      | 30 | 19 | 11 | 2576 | 2375 | +201 | Avanzan a los Playoffs |
| 6    | Žalgiris Kaunas                  | 30 | 18 | 12 | 2417 | 2389 | +28  | Avanzan a los Playoffs |
| 7    | Baskonia Vitoria                 | 30 | 16 | 14 | 2487 | 2373 | +114 | Avanzan a los Playoffs |
| 8    | Khimki Moscow Region             | 30 | 16 | 14 | 2338 | 2352 | −14  | Avanzan a los Playoffs |
| 9    | Unicaja Málaga                   | 30 | 13 | 17 | 2347 | 2435 | −88  |                        |
| 10   | Maccabi FOX Tel Aviv             | 30 | 13 | 17 | 2440 | 2530 | −90  |                        |
| 11   | Valencia Basket                  | 30 | 12 | 18 | 2336 | 2420 | −84  |                        |
| 12   | Brose Bamberg                    | 30 | 11 | 19 | 2309 | 2446 | −137 |                        |
| 13   | FC Barcelona Lassa               | 30 | 11 | 19 | 2456 | 2404 | +52  |                        |
| 14   | Crvena Zvezda mts Belgrade       | 30 | 11 | 19 | 2333 | 2515 | −182 |                        |
| 15   | AX Armani Exchange Olimpia Milan | 30 | 10 | 20 | 2407 | 2530 | −123 |                        |
| 16   | Anadolu Efes Istambul            | 30 | 7  | 23 | 2321 | 2530 | −209 |                        |

 Fuente: EuroLeague
Criterios de clasificación: Todos los puntos anotados en las prórrogas no se cuentan en las clasificación, tampoco para las situaciones de desempate.

## Fase final

### Playoffs
Los Playoffs empezaron el 17 de abril y terminaron el 27 de abril de 2018. En esta fase se jugó en un formato al mejor de cinco partidos. El equipo mejor clasificado de la Liga regular juega el primero, el segundo y el quinto partido de la serie en casa.
| Equipo 1                        | Series | Equipo 2                 | 1.er partido | 2.º partido | 3.er partido | 4.º partido | 5.º partido |
| ------------------------------- | ------ | ------------------------ | ------------ | ----------- | ------------ | ----------- | ----------- |
| CSKA Moscow                     | 3–1    | Khimki Moscow Region     | 98–95        | 89–84       | 73–79        | 89–88       | —           |
| Panathinaikos Superfoods Athens | 1–3    | Real Madrid              | 95–67        | 82–89       | 74–81        | 82–89       | —           |
| Fenerbahçe Doğuş Istambul       | 3–1    | Baskonia Vitoria Gasteiz | 82–73        | 95–89       | 83–88        | 92–83       | —           |
| Olympiacos Piraeus              | 1–3    | Žalgiris Kaunas          | 78–87        | 79–68       | 60–80        | 91–101      | —           |

### Final Four
La Final Four fue la etapa culminante de la Euroliga 2017-18, y se celebró en mayo de 2018. Las semifinales se disputaron el 18 de mayo y el partido por el campeonato se disputó el 20 de mayo. Todos los partidos se jugaron en el Štark Arena, en Belgrado, Serbia.
|  | Semifinales               | Semifinales               | Semifinales               |                           |             | Final              | Final              | Final              |  |
|  | 18 de mayo de 2018        | 18 de mayo de 2018        | 18 de mayo de 2018        |                           |             | 20 de mayo de 2018 | 20 de mayo de 2018 | 20 de mayo de 2018 |  |
|  |                           |                           |                           |                           |             |                    |                    |                    |  |
|  |                           |                           |                           |                           |             |                    |                    |                    |  |
|  | CSKA Moscow               | CSKA Moscow               | 83                        |                           |             |                    |                    |                    |  |
|  | CSKA Moscow               | CSKA Moscow               | 83                        |                           |             |                    |                    |                    |  |
|  | Real Madrid               | Real Madrid               | 92                        |                           |             |                    |                    |                    |  |
|  | Real Madrid               | Real Madrid               | 92                        |                           | Real Madrid | Real Madrid        | 85                 |                    |  |
|  |                           |                           |                           |                           | Real Madrid | Real Madrid        | 85                 |                    |  |
|  |                           |                           | Fenerbahçe Doğuş Istambul | Fenerbahçe Doğuş Istambul | 80          |                    |                    |                    |  |
|  | Fenerbahçe Doğuş Istambul | Fenerbahçe Doğuş Istambul | Fenerbahçe Doğuş Istambul | Fenerbahçe Doğuş Istambul | 80          | 76                 |                    |                    |  |
|  | Fenerbahçe Doğuş Istambul | Fenerbahçe Doğuş Istambul |                           |                           |             | 76                 |                    |                    |  |
|  | Žalgiris Kaunas           | Žalgiris Kaunas           | 67                        |                           |             | Tercer lugar       | Tercer lugar       | Tercer lugar       |  |
|  | Žalgiris Kaunas           | Žalgiris Kaunas           | 67                        |                           |             | Tercer lugar       | Tercer lugar       | Tercer lugar       |  |
|  |                           |                           |                           |                           |             |                    |                    |                    |  |
|  |                           |                           |                           |                           |             | CSKA Moscow        | CSKA Moscow        | 77                 |  |
|  |                           |                           |                           |                           |             | CSKA Moscow        | CSKA Moscow        | 77                 |  |
|  |                           |                           |                           |                           |             | Žalgiris Kaunas    | Žalgiris Kaunas    | 79                 |  |
|  |                           |                           |                           |                           |             | Žalgiris Kaunas    | Žalgiris Kaunas    | 79                 |  |
|  |                           |                           |                           |                           |             |                    |                    |                    |  |

| Campeones de la Euroliga 2017-18 |
| -------------------------------- |
| Real Madrid Décimo título        |